# 1re étape du Tour d'Italie 2003
Pour un article plus général, voir Tour d'Italie 2003.
La 1re étape du Tour d'Italie 2003 a eu lieu le 10 mai 2003 sous la forme d'une boucle autour de la ville de Lecce sur une distance de 201 km. Elle a été remportée par l'Italien Alessandro Petacchi (Fassa Bortolo) devant ses compatriotes Mario Cipollini (Domina Vacanze-Elitron et Angelo Furlan (Alessio). Petacchi s'empare logiquement du maillot rose de leader du classement général à l'issue de l'étape.

## Classement de l'étape
| \| Classement de l'étape \| Classement de l'étape \| Classement de l'étape \| Classement de l'étape \| Classement de l'étape \| \| Coureur \| Coureur \| Pays \| Équipe \| Temps \| \| --------------------- \| --------------------- \| --------------------- \| ----------------------- \| --------------------- \| \| 1er \| Alessandro Petacchi \| Italie \| Fassa Bortolo \| 5 h 16 min 03 s \| \| 2e \| Mario Cipollini \| Italie \| Domina Vacanze-Elitron \| + 0 s \| \| 3e \| Angelo Furlan \| Italie \| Alessio \| + 0 s \| \| 4e \| Isaac Gálvez \| Espagne \| Kelme-Costa Blanca \| + 0 s \| \| 5e \| Robbie McEwen \| Australie \| Lotto-Domo \| + 0 s \| \| 6e \| Graeme Brown \| Australie \| Ceramica Panaria-Fiordo \| + 0 s \| \| 7e \| Jimmy Casper \| France \| Fdjeux.com \| + 0 s \| \| 8e \| Dario Pieri \| Italie \| Saeco \| + 0 s \| \| 9e \| Ján Svorada \| Tchéquie \| Lampre \| + 0 s \| \| 10e \| Graziano Gasparre \| Italie \| De Nardi-Colpack-Astro \| + 0 s \| |                     |           |                         |                 |
| |                     |           |                         |                 |
| |                     |           |                         |                 |
| Classement de l'étape |                     |           |                         |                 |
| Coureur | Coureur             | Pays      | Équipe                  | Temps           |
| 1er | Alessandro Petacchi | Italie    | Fassa Bortolo           | 5 h 16 min 03 s |
| 2e | Mario Cipollini     | Italie    | Domina Vacanze-Elitron  | + 0 s           |
| 3e | Angelo Furlan       | Italie    | Alessio                 | + 0 s           |
| 4e | Isaac Gálvez        | Espagne   | Kelme-Costa Blanca      | + 0 s           |
| 5e | Robbie McEwen       | Australie | Lotto-Domo              | + 0 s           |
| 6e | Graeme Brown        | Australie | Ceramica Panaria-Fiordo | + 0 s           |
| 7e | Jimmy Casper        | France    | Fdjeux.com              | + 0 s           |
| 8e | Dario Pieri         | Italie    | Saeco                   | + 0 s           |
| 9e | Ján Svorada         | Tchéquie  | Lampre                  | + 0 s           |
| 10e | Graziano Gasparre   | Italie    | De Nardi-Colpack-Astro  | + 0 s           |

## Classement général
| \| Classement général \| Classement général \| Classement général \| Classement général \| Classement général \| \| Coureur \| Coureur \| Pays \| Équipe \| Temps \| \| ------------------ \| ------------------- \| ------------------ \| ----------------------- \| ------------------ \| \| 1er \| Alessandro Petacchi \| Italie \| Fassa Bortolo \| 5 h 15 min 43 s \| \| 2e \| Mario Cipollini \| Italie \| Domina Vacanze-Elitron \| + 8 s \| \| 3e \| Angelo Furlan \| Italie \| Alessio \| + 12 s \| \| 4e \| Andris Naudužs \| Lettonie \| CCC Polsat-Atlas \| + 14 s \| \| 5e \| Mariano Piccoli \| Italie \| Lampre \| + 16 s \| \| 6e \| Isaac Gálvez \| Espagne \| Kelme-Costa Blanca \| + 20 s \| \| 7e \| Robbie McEwen \| Australie \| Lotto-Domo \| + 20 s \| \| 8e \| Graeme Brown \| Australie \| Ceramica Panaria-Fiordo \| + 20 s \| \| 9e \| Jimmy Casper \| France \| Fdjeux.com \| + 20 s \| \| 10e \| Dario Pieri \| Italie \| Saeco \| + 20 s \| |                     |           |                         |                 |
| |                     |           |                         |                 |
| |                     |           |                         |                 |
| Classement général |                     |           |                         |                 |
| Coureur | Coureur             | Pays      | Équipe                  | Temps           |
| 1er | Alessandro Petacchi | Italie    | Fassa Bortolo           | 5 h 15 min 43 s |
| 2e | Mario Cipollini     | Italie    | Domina Vacanze-Elitron  | + 8 s           |
| 3e | Angelo Furlan       | Italie    | Alessio                 | + 12 s          |
| 4e | Andris Naudužs      | Lettonie  | CCC Polsat-Atlas        | + 14 s          |
| 5e | Mariano Piccoli     | Italie    | Lampre                  | + 16 s          |
| 6e | Isaac Gálvez        | Espagne   | Kelme-Costa Blanca      | + 20 s          |
| 7e | Robbie McEwen       | Australie | Lotto-Domo              | + 20 s          |
| 8e | Graeme Brown        | Australie | Ceramica Panaria-Fiordo | + 20 s          |
| 9e | Jimmy Casper        | France    | Fdjeux.com              | + 20 s          |
| 10e | Dario Pieri         | Italie    | Saeco                   | + 20 s          |

## Classements annexes
| Classement par points | Classement par points | Classement par points | Classement par points  | Classement par points |
| Coureur               | Coureur               | Pays                  | Équipe                 | Points                |
| --------------------- | --------------------- | --------------------- | ---------------------- | --------------------- |
| 1er                   | Alessandro Petacchi   | Italie                | Fassa Bortolo          | 25 pts                |
| 2e                    | Mario Cipollini       | Italie                | Domina Vacanze-Elitron | 20 pts                |
| 3e                    | Angelo Furlan         | Italie                | Alessio                | 16 pts                |
| 4e                    | Isaac Gálvez          | Espagne               | Kelme-Costa Blanca     | 14 pts                |
| 5e                    | Robbie McEwen         | Australie             | Lotto-Domo             | 12 pts                |

| Classement par points | Classement par points | Classement par points | Classement par points  | Classement par points |
| Coureur               | Coureur               | Pays                  | Équipe                 | Points                |
| --------------------- | --------------------- | --------------------- | ---------------------- | --------------------- |
| 1er                   | Alessandro Petacchi   | Italie                | Fassa Bortolo          | 25 pts                |
| 2e                    | Mario Cipollini       | Italie                | Domina Vacanze-Elitron | 20 pts                |
| 3e                    | Angelo Furlan         | Italie                | Alessio                | 16 pts                |
| 4e                    | Isaac Gálvez          | Espagne               | Kelme-Costa Blanca     | 14 pts                |
| 5e                    | Robbie McEwen         | Australie             | Lotto-Domo             | 12 pts                |

| Classement Intergiro | Classement Intergiro | Classement Intergiro | Classement Intergiro                          | Classement Intergiro |
|                      | Coureur              | Pays                 | Équipe                                        | Temps                |
| -------------------- | -------------------- | -------------------- | --------------------------------------------- | -------------------- |
| 1er                  | Andris Nauduzs       | Lettonie             | CCC-Polsat                                    | en 4 h 10 min 0 s    |
| 2e                   | Mariano Piccoli      | Italie               | Lampre                                        | + 6 s                |
| 3e                   | Fabiano Fontanelli   | Italie               | Mercatone Uno-Scanavino                       | + 12 s               |
| 4e                   | Biagio Conte         | Italie               | Formaggi Pinzolo Fiavè-Ciarrocchi Immobiliare | + 16 s               |
| 5e                   | Moreno Di Biase      | Italie               | Formaggi Pinzolo Fiavè-Ciarrocchi Immobiliare | + 21 s               |
| modifier             |                      |                      |                                               |                      |

| Classement par équipes | Classement par équipes | Classement par équipes | Classement par équipes |
| Équipe                 | Équipe                 | Pays                   | Temps                  |
| ---------------------- | ---------------------- | ---------------------- | ---------------------- |
| 1re                    | De Nardi-Colpack-Astro | Italie                 | 15 h 48 min 09 s       |
| 2e                     | Fassa Bortolo          | Italie                 | + 0 s                  |
| 3e                     | Saeco                  | Italie                 | + 0 s                  |
| 4e                     | Alessio                | Italie                 | + 0 s                  |
| 5e                     | Fakta                  | Danemark               | + 0 s                  |

| Classement par équipes | Classement par équipes | Classement par équipes | Classement par équipes |
| Équipe                 | Équipe                 | Pays                   | Temps                  |
| ---------------------- | ---------------------- | ---------------------- | ---------------------- |
| 1re                    | De Nardi-Colpack-Astro | Italie                 | 15 h 48 min 09 s       |
| 2e                     | Fassa Bortolo          | Italie                 | + 0 s                  |
| 3e                     | Saeco                  | Italie                 | + 0 s                  |
| 4e                     | Alessio                | Italie                 | + 0 s                  |
| 5e                     | Fakta                  | Danemark               | + 0 s                  |